# AE: Apocalypse Earth
AE: Apocalypse Earth è un film del 2013 diretto da Thunder Levin.
Film statunitense prodotto dalla Asylum, con protagonisti Adrian Paul e Richard Grieco.

## Trama
Quando la Terra viene attaccata da alcune forze aliene, una evacuazione di massa causa a un piccolo gruppo di sopravvissuti un incidente su un pianeta abitato da figure extraterrestri.

## Produzione
Il film è stato girato con un budget stimato di circa 1000000 $ in Costa Rica.

## Distribuzione
Il film è uscito direttamente in DVD il 28 marzo 2013.

## Accoglienza
Il film è stato accolto in modo negativo sia dal pubblico che dalla critica: esso, infatti, ha ricevuto un punteggio di 3,2/10 su IMDb e del 7% da parte del pubblico su Rotten Tomatoes.